# Языки США
Языки́ Соединённых Шта́тов Аме́рики — множество языков, имеющих разную степень распространения и разный статус на территории США.
Население США в настоящее время составляет свыше 300 млн человек (без учёта нелегальных иммигрантов). Языком с наибольшим числом говорящих на территории страны, в силу её британского колониального прошлого, является английский язык, принесённый колонизаторами и ранними переселенцами с Британских островов. По данным на 2000 год (всеобщая перепись в США), английский язык является родным для 82 % населения США, и 97 % им владеет в разной степени. Тем не менее страна до 2025 года не имела официального языка на федеральном уровне, хотя из-за нарастающей роли испанского (например, на телевидении) и достаточно ограниченной ассимиляции мигрантов из Азии и Латинской Америки многие штаты объявили английский язык официальным на местном уровне.
Ряд языков (испанский, французский и гавайский) признан официальным в ряде штатов и территорий. Кроме того, значительное количество иммигрантов (в основном XX—XXI веков) продолжают сохранять языки и даже расширять их влияние в анклавах, этнических кварталах, на телевидении и т. д.
Языки коренных жителей США, на которых там говорили до прибытия европейцев, — индейские языки. Наибольшее число говорящих среди них имеет в настоящее время атабаскский язык навахо.

## Официальные и неофициальные языки
Официальным языком образования и делопроизводства является английский язык. Обычно язык записывают как «английский», то есть без уточнения разновидности «американский английский». При этом де-юре официальный статус английский получил лишь в 2025 году, через исполнительный указ 14224. До этого ни в конституции США, ни в законах, принятых Конгрессом, официальный язык на федеральном уровне не устанавливался, хотя английский и являлся таковым де-факто.
На местном уровне официальный статус наряду с английским имеют: гавайский — на Гавайях, испанский — на острове Пуэрто-Рико, лакота, дакота и накота — в Южной Дакоте, около 20 местных индейских языков — на Аляске, чаморро — на острове Гуам, чаморро и каролинский — на Северных Марианских Островах, самоанский — в Американском Самоа. Французский язык в Луизиане имеет специальный статус. В Нью-Мексико многие услуги можно получить на испанском. В более раннее время на территории современных США официальными были русский на Аляске и голландский в штате Нью-Йорк.

## Родной язык
Родных языков насчитывается гораздо больше, чем официальных, из-за большого разнообразия мигрантов в США, но и здесь заметен существенный сдвиг — как количественный, так и качественный.
Поначалу индейские языки уступили место испанскому, французскому и английскому, затем англофоны развернули борьбу против французского и испанского языков. Вскоре, в XIX веке, усилилось присутствие языков недавних иммигрантов из Европы — особенно заметными были немецкий язык, употреблявшийся в начальном и среднем школьном образовании (7 % учащихся до Первой мировой войны), шведский язык, позднее — итальянский язык, польский язык и многие другие европейские языки. Большинство из них, однако, исчезло уже во втором поколении, так как в условиях плохих коммуникаций, отсутствия телевидения, радио и т. д. на родном языке дети иммигрантов быстро ассимилировались, чего не скажешь о недавних мигрантах, прибывших в Америку с конца 1950-х годов.

## Испанский язык
Наиболее заметным является присутствие в США испанского языка. Это объясняется вхождением в состав США в 1840-х годах территорий с испаноязычным населением — это весь Юго-запад современных Соединённых Штатов, близостью Мексики — самой крупной испаноязычной страны мира и главного поставщика мигрантов, и других стран Латинской Америки, ассоциированным положением Пуэрто-Рико, где испанский является родным языком большинства населения. Испанский считают родным уже свыше 40 млн человек. Некоторые города США — особенно Майами (66,75 % жителей города испаноязычные) — почти полностью испаноязычны. Испанский язык широко распространён в Калифорнии, Техасе, Аризоне, во всех крупных городах. На испанском вещает большое количество радиостанций и каналов (более 30 каналов на испанском предлагает DirecTV). Лидером СМИ на испанском в США является Univision (Унивисьон).

## Другие языки
Китайский язык (вернее, его многочисленные диалекты, из которых на первом месте стоит кантонский) занимает третье место по распространённости. Французский язык находится на четвёртом месте и является официальным в соседней Канаде. Также значительно увеличилось присутствие арабского языка (большинство автозаправок и мелких магазинов принадлежит арабам, а также выходцам из Индии и Пакистана). Стали заметнее тайский язык, вьетнамский язык, португальский язык (во Флориде и в Массачусетсе), а также франко-креольский язык иммигрантов с Гаити. Большинство европейских языков, ранее широко представленных, например, немецкий, шведский, итальянский, греческий, польский, украинский, напротив, из-за ассимиляции носителей давно уступили свои позиции и практически вышли из употребления даже на бытовом уровне.

## Аборигенные языки
Аборигенные языки США
По своей распространённости индейские языки, по данным переписи 2000 г., распределяются следующим образом:
- навахо — 178 000
- гавайский язык — 27 000 (относится не к индейским, а к полинезийским языкам.)
- дакота — 18 000, плюс 6000 носителей близкородственного языка лакота
- центральный аляскинский юпик — 16 000 носителей (относится не к индейским, а к эскимосско-алеутским языкам)
- чероки — 16 000
- западно-апачский язык — 12 500
- пима — 12 000
- чоктавский язык — 11 000
- керес — 11 000
- зуни — 10 000
- оджибве — 7000

Прочие языки насчитывают 5000 и менее носителей.

## Русский язык

Распространённость русского языка по штатам

Русский язык в США имеет достаточно давнюю историю. Поначалу русский язык был официальным на территории Русской Америки — на Аляске и в северной калифорнийской колонии Форт-Росс.
После продажи этих земель США русский был лишён статуса официального и его использование сократилось, но не исчезло совсем.
Новый этап русского языка в Америке наступил в конце XIX — начала XX веков, когда в США прибыли многочисленные группы российских евреев, а в период трёх российских Революций и политические эмигранты из этнических русских. Российское происхождение имел психолог Маслов, ставший известным под фамилией Маслоу. С началом Второй мировой войны и после неё в США, спасаясь от нацизма и/или сталинизма, переселились многие представители первой русской эмиграции, между войнами жившие в Европе или Китае. Постепенно, в отрыве от Российской империи, эта русскоязычная группа ассимилируется.
Следующими, более устойчивыми носителями русского языка стали группы политэмигрантов, прибывших в Америку с конца 1960-х, а затем многочисленными волнами в 1970-х, и особенно — в конце 1980-х и начале 1990-х годов, когда приток русскоязычных был наиболее мощным. Несмотря на по-прежнему сохраняющееся ассимиляционное давление со стороны английского, выражающееся, например, в образовании рунглиша, в корне изменилась ситуация с сохранностью русского языка в целом. Так, появились районы компактного проживания русскоязычных в городах — Нью-Йорке (всем известные Бруклин и Брайтон-Бич), Сиэтле, Лос-Анджелесе, Сан-Франциско и Сан-Хосе, Майами, Филадельфии, русскоязычные магазины (книжные, мебельные, продуктовые, религиозные), аптеки, развитая сеть услуг (медицинских и прочих). Кроме того, и это самое главное, в США появились и начали активно развиваться СМИ на русском языке — газеты, журналы, радио и особенно телевидение (DirecTV ретранслирует 4 канала на русском языке, компания Russian Media Group LLC (RMG) предлагает своим подписчикам пакет RTN PLATINUM, включающий 8 ТВ-каналов и 4 радио).
Между 1990 и 2000 годами количество считающих русский язык родным в США значительно увеличилось — с 240 тысяч до более чем 730 тысяч. Удивительно, но факт — в русских газетах США не часто, но попадаются объявления на украинском и других языках народов бывшего СССР, что говорит о том, что значительная часть диаспор из бывшего СССР (и, шире, из Восточной Европы) сохраняют знание русского языка, почитывают эти газеты и считают возможным обратиться к своим соотечественникам через них. В настоящее время в США число знающих и использующих русский язык составляет примерно 3 млн человек.
В 2009 году русский язык стал девятым по числу носителей языком в США. Также русский язык достаточно широко распространён как предмет (русская литература и история) в крупных ВУЗах — университетах США. К нему по-прежнему наблюдается повышенный интерес со стороны военных, политиков, интеллигенции.
Самым русскоговорящим населённым пунктом можно назвать Николаевск, Аляска (66,59 %).

## Перспектива многоязычия США
Несмотря на усиленную поддержку английского языка, который продвигается современным правительством (в основном, его консервативной белой элитой англо-германского происхождения) в качестве единственного официального на всех уровнях и во всех сферах жизни американского общества, с каждым годом сокращается доля считающих его родным (в 1900—1950 годах наблюдался обратный процесс за счёт ассимиляции иммигрантов из Европы): в 1980 г. таких было 89 %, в 1990 г. — 86 %, в 2000 г. — 82 %, сейчас, вероятно, уже менее 80 %. Соответственно, возрастает доля говорящих на других языках (особенно — на испанском, китайском, хинди, русском): 11 % в 1980, 14 % в 1990, 18 % в 2000, 3—4 % населения (а включая нелегальных иммигрантов — около 10 %) и вовсе не владеет английским. В некоторых штатах, особенно южных и приморских, этот процесс имеет более выраженные формы. Так, в Калифорнии и на Гавайских островах английский является родным только для 58 % населения, значительно шире стал употребляться испанский язык, особенно в приграничных регионах.